# Dzień Pamięci o Ludobójstwie

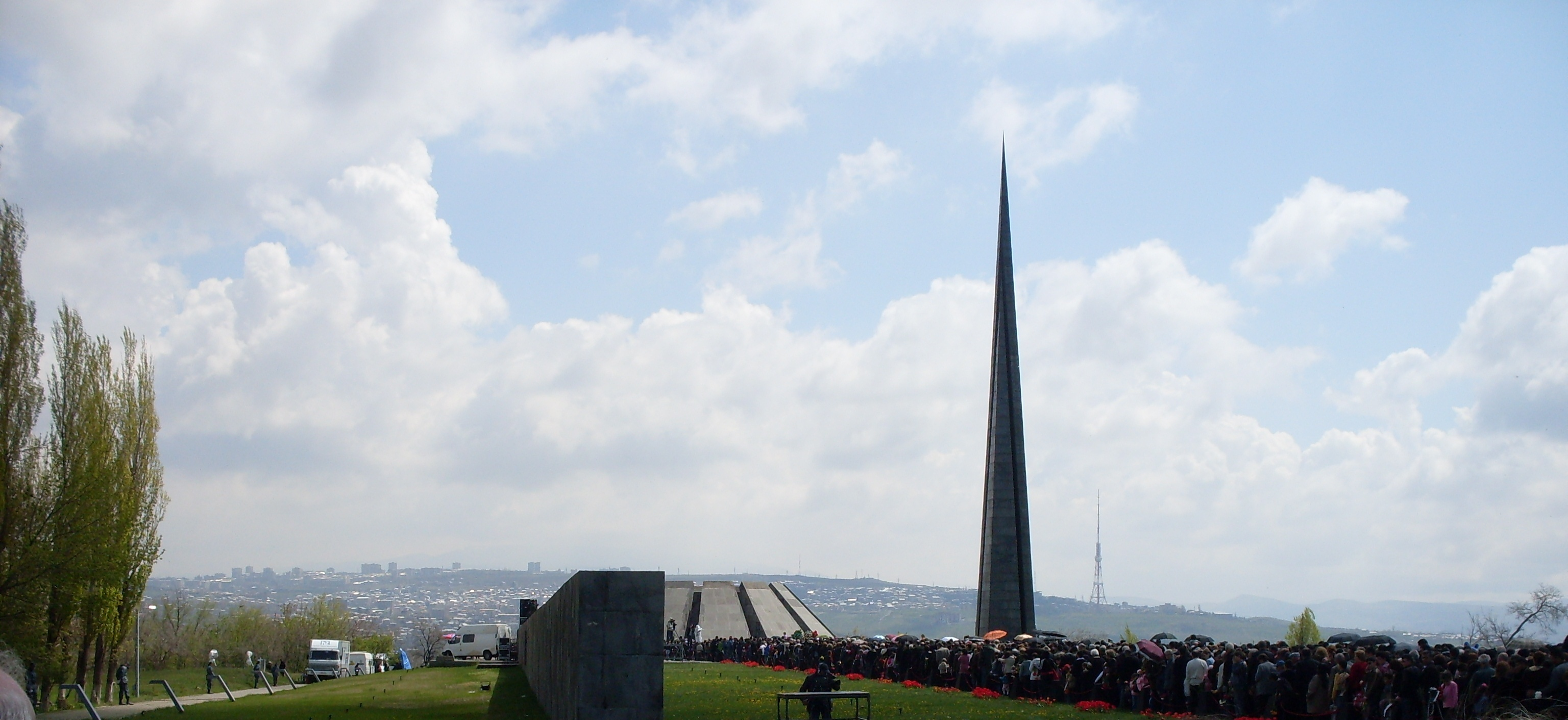
24.04.2009

Dzień Pamięci o Ludobójstwie (orm. Եղեռնի զոհերի հիշատակի օր) − ormiańskie święto narodowe obchodzone rokrocznie 24 kwietnia zarówno w Armenii, jak i w licznych ośrodkach diaspory ormiańskiej na całym świecie, także w Polsce. Ma przypominać ludobójstwo Ormian z lat 1915-1923 i jego ofiary.  W Erywaniu, stolicy Armenii, setki tysięcy osób udają się tego dnia do kompleksu pomnikowego Cicernakaberd, by złożyć kwiaty przed wiecznym ogniem.
24 kwietnia 1915 roku to data pierwszej masowej deportacji około 800 ormiańskich przywódców i intelektualistów ze Stambułu, stolicy imperium osmańskiego, gdzie mniejszość ormiańska mieszkała od wieków. Większość z nich została wkrótce zamordowana, co było wstępem do eskalacji prześladowań, które doprowadziły do śmierci milionów Ormian na obszarze dzisiejszej Turcji.